# 三里河南三巷
39°54′47″N 116°20′24″E / 39.9129694°N 116.3398735°E
三里河南三巷是位于中国北京市西城区西部的一条道路。

## 简介
三里河南三巷北起月坛南街，南到三里河南横街。过去是菜田及坟地。1953年，在此建造了中华人民共和国财政部、中华人民共和国第二机械工业部、中国人民银行等国家机关的办公楼，形成了楼间通道。因为地处三里河村以南，为自东向西第三条楼间通道，故1981年定名“三里河南三巷”。